# 乙一
乙一（日语：／ Otsuichi）（1978年10月21日—），本名安達寬高，日本小說家。福岡縣出生，豐橋技術科學大學生物工學部畢業，目前居住於久留米市。

## 生平
乙一於1996年年僅17歲時憑藉《夏天、煙火、我的屍體》榮獲第六屆集英社「JUMP小说·非虚构大奖」，選考時備受選考委員栗本薰強力推薦。2002年更以《GOTH 斷掌事件》獲得第三屆「本格推理大獎」，從輕小說出身而轉成為人氣作家。
乙一在大学时加入了科幻小说俱乐部，爱好玩美国的电子游戏、看电影、阅读。
乙一擅長短篇作品，寫作風格融合各種文派，多元的風貌。作品風格可分為以殘酷而凄慘為基調的「黑乙一」、及悲痛而纖細為基調的「白乙一」，前者以在集英社的作品與《GOTH 斷掌事件》為主，後者以在角川Sneaker文庫刊行的作品為例。其對角色的細膩刻劃、奇幻驚聳的情節、需要思考的推理部份、意想不到的結局等，使讀者有耳目一新的感受。

## 筆名

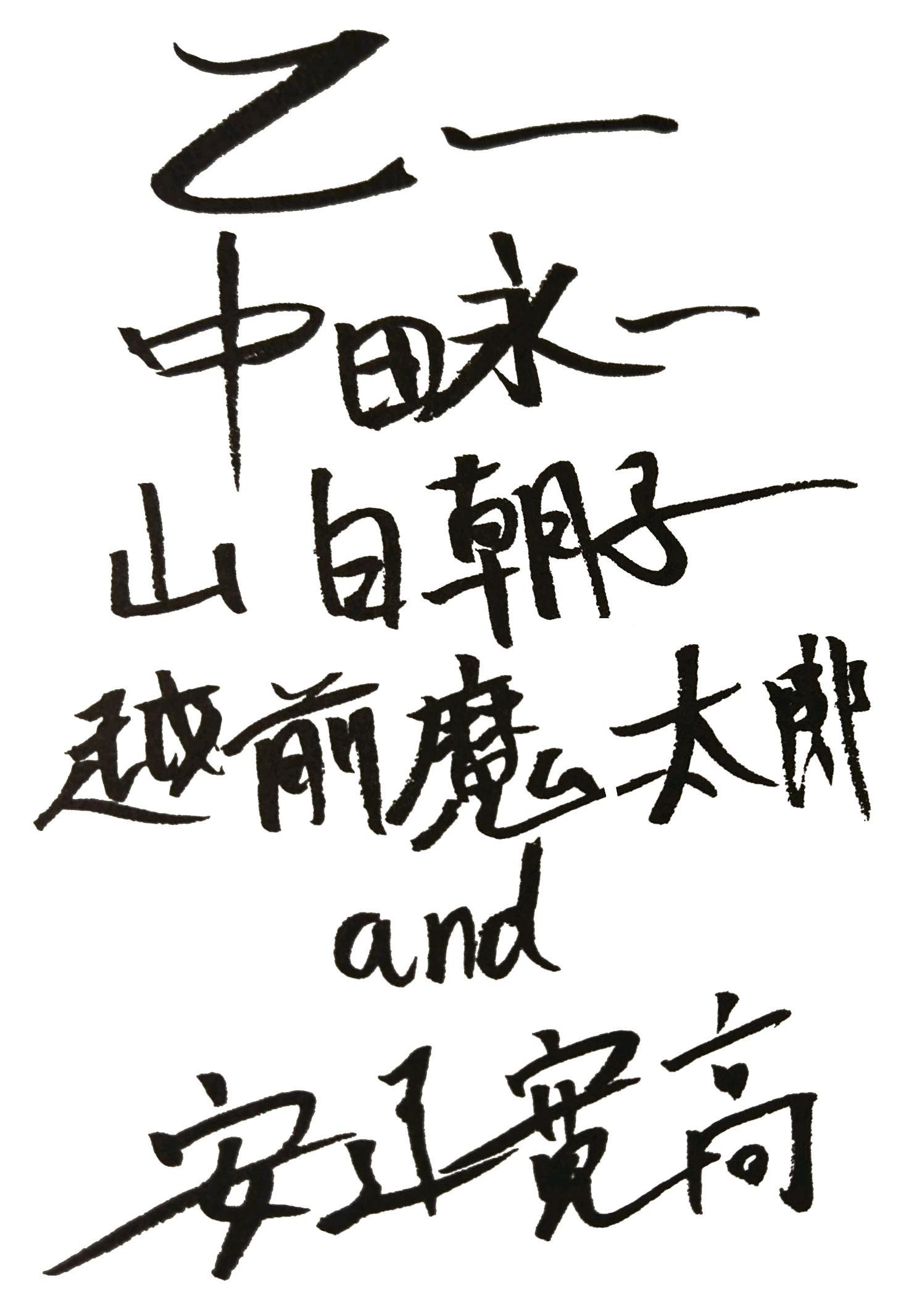
乙一五種筆名的簽名

筆名“乙一”是根據他使用的工程用計算機名字「Z-1」（卡西歐的16位元口袋型電子辭典「FX890P/Z1」）所取的。
乙一也以山白朝子、中田永一等筆名來發表作品。

## 家庭
2006年，乙一與電影導演押井守的女兒電影作家押井友繪（現名：安達友繪）結婚。

## 获得奖项
- 1996年 《夏天、煙火、我的屍體》第6回JUMP小说·非虚构大奖獲獎
- 2003年 《GOTH 斷掌事件》第3回本格推理大獎獲獎[3]
- 2003年 《犬》第56回日本推理作家协会奖短篇部门提名作品[6]
- 2007年 《槍與巧克力》 第5位、第23回宇都宮兒童文學獎獲獎
- 2012年 《再會吧！青春小鳥》（中田永一名義）第61回小學館兒童出版文化獎獲獎
- 2013年 《宗像與鋼筆事件》（中田永一名義）第66回日本推理作家協會獎短篇部门提名作品[7]
- 2016年 《如空氣般不存在的我》（中田永一名義）第29回山本周五郎獎提名作品

## 小說作品列表

### 乙一名義
- 夏天、煙火、我的屍體／夏天、烟火和我的尸体（夏と花火と私の死体，集英社／当代世界出版社／獨步文化 / 新经典·南海出版）
  - 夏天、煙火、我的屍體（夏と花火と私の死体）
  - 優子
- 天帝妖狐／天帝之狐（集英社／当代世界出版社／獨步文化／磨鐵·四川文藝出版社）
  - A MASKED BALL -以及廁所的香煙先生的出現與消失-（A MASKED BALL ア マスクド ボール-及びトイレのタバコさんの出現と消失）
  - 天帝妖狐
- 石之目（石ノ目，集英社）/ 平面犬。（平面いぬ。，集英社文庫／当代世界出版社／獨步文化／新經典·南海出版）
  - 石眼
  - 小初
  - BLUE
  - 平面犬。（平面いぬ。）
- / 失踪假日（角川Sneaker文庫／青春文化／皇冠文化／译林出版社／磨铁图书·浙江文学出版社）
  - 形似小貓的幸福（しあわせは子猫のかたち）/幸福寶貝（皇冠文化）
  - 失踪HOLIDAY
  - 玛丽亚的手指
    - 浙江文学出版社再版特别收录
- 只有你聽到 CALLING YOU（きみにしか聞こえない CALLING YOU，角川Sneaker文庫／青春文化／皇冠文化／译林出版社／磨鐵圖書·浙江文學出版社）
  - Calling You
  - 傷－KIZ/KIDS－
  - 花之歌（華歌）
  - 假女友／謊言女友（ウソカノ）
    - 皇冠文化2019年再版特別收錄
- 暗黑童話（集英社／当代世界出版社／獨步文化／新經典·南海出版）
- 瀕死之綠 / 将死未死的青（死にぞこないの青，幻冬舍文庫／尖端出版／廣西師範大學出版社／新經典·南海出版）
- 在黑暗中等待 / 在黑暗中等（幻冬舍文庫／尖端出版／廣西師範大學出版社／新經典·南海出版）
- GOTH 斷掌事件（GOTH リストカット事件，角川書店／青春文化／皇冠文化／译林出版社／新經典·南海出版）
  - 暗黑系 Goth（暗黒系 Goth）
  - 斷掌事件 Wristcut（リストカット事件 Wristcut）
  - 狗 Dog（犬 Dog）
  - 記憶 Twins
  - 土 Grave
  - 聲音 Voice（声 Voice）
  - 森野前往拍纪念照之卷（GOTH 番外篇 森野は記念写真を撮りに行くの巻）
    - 僅皇冠文化2019年再版特別收錄
- 寂寞的頻率（さみしさの周波数，角川Sneaker文庫／青春文化／皇冠文化／译林出版社／磨铁图书·浙江文学出版社）
  - 未來預報 期盼明日天晴（未来予報 あした、晴れればいい。）
  - 小偷抓住的手（手を握る泥棒の物語）
  - 膠捲中的少女（フィルムの中の少女）
  - 失去的世界（失はれる物語）
- ZOO／動物園（集英社／当代世界出版社／獨步文化／99读书人·人民文學出版社）
  - 小飾與陽子（カザリとヨーコ）
  - 把血液找出來！（血液を探せ！）
  - 向陽之詩（陽だまりの詩）
  - SO-far（SO-far そ・ふぁー）
  - 寒冷森林的小白屋（冷たい森の白い家）
  - Closet / 衣櫥
  - 神的話語（神の言葉）
  - ZOO / 動物園
  - SEVEN ROOMS / 七個房間
  - 墜落的飛機裡（落ちる飛行機の中で）
  - 從前，在太陽西沉的公園裡（むかし夕日の公園で）
    - 最初在乙一官方網站上以Flash的形式被公開的短篇小說（現已中止公開）
- 被遺忘的故事（失はれる物語，角川書店／台灣角川／译林出版社）
  - Calling You
  - 被遺忘的故事（失はれる物語）
  - 傷
  - 握手小偷的故事（手を握る泥棒の物語）
  - 形似小貓的幸福（しあわせは子猫のかたち）
  - 瑪麗亞的手指（マリアの指）
    - 以下是文庫版收錄的作品，中譯版並未收錄：
      - 假女友（ウソカノ）
      - 我的聰明胖次君（ボクの賢いパンツくん）
- 小生物語（幻冬舍／尖端出版／人民文學出版社）
  - 結集了作者在個人主頁和幻冬舍網站上連載的小品文
- 土耳其日記〜“無用之人”作家三人組之渾身虛脫遊記〜（とるこ日記〜“ダメ人間”作家トリオの脱力旅行記〜）（集英社）
  - 與友人、合著的遊記，先在個人主頁上連載，出單行本時作了大幅修訂。其中的『毒殺天使』是為了紀念單行本發行而特地撰寫的。
- 槍與巧克力（銃とチョコレート，講談社／獨步文化／磨鐵·中國友誼出版公司）
- “The Book”jojo's bizarre adventure 4th another day（集英社／東立出版社／聯合讀創·貴州人民出版社）
  - 『JoJo的奇妙冒險』第四話『不滅鑽石』的小說化作品
- 箱庭圖書館（箱庭図書館，集英社／獨步文化／99读书人·人民文學出版社）
  - 小說家栽培法
  - 上便利商店去!
  - 青春絕緣體
  - 夢幻仙境
  - 王國之旗
  - 白色足跡
    - 由日本集英社推出的企畫「乙一小說再生工廠」而組成的短篇小說集。企畫內容是通過「RENZABURO」的讀者投稿作品，再由乙一挑選、潤飾。原作可在官方網站[8]上閱讀。
- Arknoah 1 我所創造的怪物（Arknoah 1 僕のつくった怪物，集英社／四季國際／磨铁图书·浙江文学出版社）
- 埋伏日記（張り込み日記，ナナロク社）
  - 攝影師渡部雄吉、乙一（增設了以東京塔出現前的東京為舞台，再現真實發生在1958年的，兩位追蹤「茨城縣下殺人分尸案（大西克巳事件）」的刑事20天中的搜查記錄的內容。
- 花與愛麗絲殺人事件（花とアリス殺人事件，小學館／皇冠文化／中國友誼出版公司／小學館文庫版）（岩井俊二之動畫電影小說化）
- Arknoah 2 我所創造的怪物II 龍火／龙焰（Arknoah 2 ドラゴンファイア，集英社／集英社文庫／四季國際／磨铁图书·中國友誼出版公司）
- Car of the dead（カー・オブ・ザ・デッド，Amazon Kindle）
- 東京（文鳥文庫）
- 怪獸時間（かいじゅうタイムズ，Amazon Kindle）
  - 由2018年7月23日至10月2日在『西日本新聞』連載的隨筆專欄文章集結而成。封面為乙一使用免費素材自行拼湊。[註 1]
- 白井小姐 / 白井（角川文庫／獨步文化／天闻角川）
  - 以乙一自編自導的同名電影改編而成的小說。先在2019年9月號『怪と幽』vol.002上刊載開篇節選，後于2019年11月21日正式刊行完整單行本。
- 夏日幽灵（集英社／尖端出版／磨铁文化文治图书）
  - 乙一脚本、loundraw原案的同名动画的小说化作品。
- 一之瀨尤娜飄浮在空中（一ノ瀬ユウナが浮いている，集英社／尖端出版）
  - 『夏日幽灵』的姐妹作。
- 違背再見的現象/女傭異聞（さよならに反する現象，KADOKAWA / 皇冠文化 / 读客文化（出品）文汇出版社（出版））
  - 乙一作家生活25周年紀念短篇集。
    - 然後變成熊熊 / 於是我變成了熊（そしてクマになる，原載於2020年1月『怪と幽』vol.003）
    - 冷靜偵探阿松．Returns / 氣氛偵探阿松：返場（なごみ探偵おそ松さん・リターンズ，原載於2016年5月『達文西』，『小松先生』同人小說）
    - 家政婦 / 女傭異聞（家政婦，原載於2018年12月『幽』，山白朝子名義）
    - 底片 / 膠片（フィルム，原載於2017年5月『達文西』，以星野源同名歌曲『フィルム』為題創作的短篇小說）
    - 悠川小姐想入鏡 / 我想爲悠川拍照（悠川さんは写りたい，2018年6月Kadokawa『幽』，山白朝子名義）
- 流浪犬伊奇（野良犬イギー，集英社／東立出版社／聯合讀創·貴州人民出版社）
  - 原收錄于『JOJO的奇妙冒險』35周年雜誌『JOJO magazine』
- 大樹舘的幻想（大樹館の幻想，星海社）
- Wi-Fi幽霊（Wi-Fi幽霊 乙一・山白朝子　ホラー傑作選，KADOKAWA）
  - 樓梯（2002年10月角川sneaker文庫『悪夢制御装置―ホラー・アンソロジー』，2013年2月角川文庫『青に捧げる悪夢』）
  - SEVEN ROOMS
  - 神的話語（神の言葉）
  - 關於鳥與天降異物的現象（鳥とファフロッキーズ現象について）
  - 絞／以此封缄（〆）
  - 哈哈大笑之夜／哈哈大笑的夜晚（呵々の夜）
  - 無頭雞夜間漫步（首なし鶏、夜をゆく）
  - 溺死孩子（子どもを沈める）
  - Wi-Fi幽霊

### 山白朝子名義
- 獻給死者的音樂（死者のための音楽，MEDIA FACTORY,INC.／獨步文化／上海人民出版社）
  - 長遠旅程的開始（長い旅のはじまり）
  - 井底
  - 黄金工廠（黄金工場）
  - 未完之像（未完の像）
  - 鬼物語
  - 關於鳥與天降異物的現象（鳥とファフロッキーズ現象について）
  - 獻給死者的音樂（死者のための音楽）
- 胚胎奇譚（エムブリヲ奇譚，MEDIA FACTORY,INC.／皇冠文化／上海人民出版社）
  - 胚胎奇譚（エムブリヲ奇譚）
  - 青金石幻想（ラピスラズリ幻想）
  - 湯煙事件／迷雾诡谭（湯煙事変）
  - 絞／以此封缄（〆）
  - 不存在的橋／不可能存在的桥（あるはずのない橋）
  - 無臉嶺（顔無し峠）
  - 地獄
  - 不可以撿梳子／千万不可拾起梳子（櫛を拾ってはならぬ）
  - 「走吧。」少年說／「好，我们走吧。」少年說（「さあ、行こう」と少年が言った）

- 我的賽克洛斯（私のサイクロプス，KADOKAWA／皇冠文化／天聞角川·新星出版社）
  - 我的賽克洛斯（私のサイクロプス）
  - 巴太溫的翡翠（ハユタラスの翡翠）
  - 方形頭蓋骨的孩童們／方形頭骨與孩童們（四角い頭蓋骨と子どもたち）
  - 削鼻寺（鼻削ぎ寺）
  - 河童村／河童之鄉（河童の里）
  - 死亡之山／死山（死の山）
  - 哈哈大笑之夜／哈哈大笑的夜晚（呵々の夜）
  - 汲水木箱的下落／汲水木箱的去向（水汲み木箱の行方）
  - 星星和熊的悲劇／星星與熊的悲劇（星と熊の悲劇）

- 如果我的腦袋正常的話／如果我的頭腦正常（私の頭が正常であったなら，KADOKAWA／皇冠文化／天聞角川·新星出版社／角川文庫）
  - 全世界最短的小說（世界で一番、みじかい小説）
  - 無頭雞夜間漫步（首なし鶏、夜をゆく）
  - 酩酊科幻（酩酊SF）
  - 被窩裡的小宇宙（布団の中の宇宙）
  - 溺死孩子（子どもを沈める）
  - 對講機
  - 如果我的腦袋正常的話（私の頭が正常であったなら）
  - 晚安，孩子們（おやすみなさい子どもたち）

- 小說家與夜晚的界線/小说家与夜的分界线（小説家と夜の境界，KADOKAWA／皇冠文化／接力出版社）
  - 墓園裡的小說家（墓场の小説家，原載於2020年5月『怪と幽』vol.004）
  - 小說家跑了（小説家、逃げた，原載於2020年9月『怪と幽』vol.005）
  - 凶（原載於2021年1月『怪と幽』vol.006）
  - 小说怪人（小説の怪人，原載於2021年5月『怪と幽』vol.007）
  - 腦中的演員（脳内アクター，原載於2021年9月『怪と幽』vol.008）
  - 某編輯偏執的愛（ある編集者の偏執的な恋，原載於2022年12月『怪と幽』vol.012）
  - 心電感應小說家（精神感応小説家，原載於2022年5月『怪と幽』vol.010）

### 中田永一名義
- 百瀨，看我一眼（百瀬、こっちを向いて。，祥伝社／獨步文化／力潮文创出品、中國友誼出版公司出版）
  - 百瀨，看我一眼（百瀬、こっちを向いて。）
  - 海灘
  - 高麗菜田裡他的聲音（キャベツ畑に彼の声）
  - 小梅經過（小梅が通る）
  - 鯨與煙的冒險（鯨と煙の冒険，『百瀬、こっちを向いて。』番外篇，在網路上免費公開。）
- 吉祥寺的朝日奈君/吉祥寺的朝日奈（吉祥寺の朝日奈くん，祥伝社／獨步文化／力潮文创出品、台海出版社出版）
  - 開始交換日記！（交換日記はじめました！）
  - 塗鴉冒險記（ラクガキをめぐる冒険）
  - 請不要破壞三角形（三角形はこわさないでおく）
  - 吵鬧的肚子（うるさいおなか）
  - 吉祥寺的朝日奈君（吉祥寺の朝日奈くん）
- 再會吧！青春小鳥（くちびるに歌を，小学館／時報文化／中國友誼出版公司）
- 我不會寫小說（僕は小説が書けない，KADOKAWA／新雨出版／浙江人民出版社）（與中村航合著）
- 如空氣般不存在的我／如空气般存在的我（私は存在が空気，祥伝社／獨步文化 / 千本櫻文庫·臺海出版社 / キミノベル儿童文庫·ポプラ社）
  - 少年移動者（少年ジャンパー）
  - 如空氣般不存在的我（私は存在が空気）
  - 愛情十字路（恋する交差点）
  - 縮小燈大冒險 Small-Light Adventure（スモールライト・アドベンチャー）
  - 控火人湯川小姐（ファイアスターター湯川さん）
  - 超能人生（サイキック人生）
- 蒲公英少女/蒲公英的约定（ダンデライオン，小學館／獨步文化／磨铁图书（出品）中国友谊出版公司（出版 ））
- 她所存在的世界线1（彼女が生きてる世界線(1)，キミノベル儿童文庫·ポプラ社／上海文化出版社）
  - 插圖由へちま繪製
- 她所存在的世界线2（彼女が生きてる世界線(2)，キミノベル儿童文庫·ポプラ社）
  - 插圖由へちま繪製

### 越前魔太郎名義
- 魔界偵探冥王星O Violin之V（

### 安達寬高名義
- Netflix動畫『例外』脚本集（Netflixシリーズ「エクセプション」脚本集，星海社FICTIONS）

### 乙一、中田永一、山白朝子、越前魔太郎名義
- 殺死瑪麗蘇（メアリー・スーを殺して 幻夢コレクション，朝日新聞出版／朝日文庫／皇冠文化／磨铁图书·北京聯合出版）（安達寛高解説）
  - 可愛的猴子日記 / 可爱的猿猴日记
  - 山羊座的友人
  - 宗像與鋼筆事件
  - 殺死瑪莉蘇
  - 無線電對講機
  - 某印刷物的下落
  - 伊娃．瑪莉．克羅斯
- 來自沉船，帶著愛 / 来自沉船的爱意（沈みかけの船より、愛をこめて 幻夢コレクション，朝日新聞出版 / 皇冠文化 / 磨铁文化文治图书出品、中国友谊出版公司出版）
  - 來自沉船，帶著愛 / 來自沉船的愛意（沈みかけの船より、愛をこめて，原載於2017年7月新潮社『迷―まよう―』，2021年12月実業之日本社文庫『迷 まよう』）[9]
  - 被釘在地球上的男人（地球に磔にされた男，原載於2016年4月新潮社『yom yom vol.40』，2016年8月新潮文庫nex『十年交叉點』，中田永一名義）
  - 食蟹丸 / 蟹食丸（蟹喰丸，原載於2019年1月『き・まま』 No.8，中田永一名義）
  - 五分鐘的永遠（五分間の永遠，2016年3月偕成社童書『5分鐘的男友』）
  - 無人島和一本書（無人島と一冊の本，2016年7月『き・まま』 No.6，中田永一名義）
  - 東京
  - 去買麵包回來 / 去買麵包來！（パン、買ってこい，READ and RUN！接力連載短篇小說，原載於2016年10月『Sports Graphic Number Do 2016 vol.27』，中田永一名義，後收錄於2017年8月文春文庫『走る?』）
  - 電話逃走了 / 手機溜走了！（小説一電話が逃げていく，原載於小學舘《Story Box》2020年3月號）
  - Car of the dead / 死亡之車（カー・オブ・ザ・デッド)
  - 背景的人們 / 背景裏的人們（背景の人々，原載於2021年7月『小説現代』8月号，山白朝子名義）
  - 兩張臉和表裡兩面 / 兩張臉，一個人（ ，原載於2022年3月『小説トリッパー』2022年春季號）
    - 小说集同名小说『來自沉船的愛意』描绘了家庭即将崩溃的孩子们被迫选择父母，他们的痛苦与令人惊讶的结局；运用“时间跳跃机器”反复进行时间轴移动的令人惊愕的故事『被钉在地球上的男人』，本小说集共收录11篇小说，是充满奇思妙想、抒发情感和多样性的“个人”选集。

### 單行本未收錄作品
- 移動玩具（動くおもちゃ，2000年8月『小説昴』）
- 妻子的電話（妻の電話，2000年8月『小説昴』）
- 神隠（2000年8月『小説昴』）
- 被祝福的水（祝福された水，2002年11月『達文西』）
- JoJo的奇妙冒險 蒂爾普博士的解剖學講義（ジョジョの奇妙な冒険 テュルプ博士の解剖学講義，2002年10月『閱讀JUMP』）
  - Part 4的小說化作品，『The Book』中並未收錄
- F先生的口袋（F先生のポケット，2004年3月『浮士德vol.2』）
- 小生EVA物語（小生ヱヴァ物語，2004年4月少年Ace編輯部『新世紀福音戰士EVA &EVA 2合集（角川Comics·Ace）』）
- 孩子去了遠方（子供は遠くに行った，2004年12月『浮士德vol.4』）
- 對誰來說都不連續（誰にも続かない，2004年12月『浮士德vol.4』）
  - 乙一、北山猛邦、佐藤友哉、滝本 竜彦（日语：滝本 竜彦）、西尾維新的接力小說
- 會思考的蘆葦（もの思う葦，2004年11月『浮士德vol.4』）
  - 枕木憂士名義，由x6suke繪製插圖。該筆名披露于『殺死瑪麗蘇』篇末[10]。
- 窗邊吹來的風（窓に吹く風，2005年11月『浮士德vol.6 SIDE-A』）
- UTOPIA（2006年8月『寫輕小說！』）
  - 以裝訂袋的形式收錄構思創作的全過程記錄
- 故事製造裝置（物語製造装置，2007年3月P-VINE『2027 ボヤボヤしてたら、すぐやってくる。2027年のお話。』）
- 爺爺的鬍子之中（おじいさんのひげのなか，2009年6月『BALLAD issue#1』)
- 我與你在電車中相遇（電車のなかで逢いましょう，2010年11月『U-cafe 乙一特集號』）
- 情節的寫作方法（プロットの作り方，2010年11月幻冬舍文庫『ミステリーの書き方』）
  - 日本推理作家協会著
- 週四的早餐（木のぼりごはん，2010年12月『BALLAD issue#2』）
- 咖啡与长凳的风景（珈琲とベンチのある風景，2013年5月『き・まま』No.2，中田永一名義）
- 我想要變得煩人（オレはうるさくしたいんだ，2013年6月『BALLAD issue#3』）
- 足穗总是一个人（足穂はいつもひとり，2014年10月『き・まま』No.4，中田永一名義）
- 轉生勇者根據親身經歷寫了異世界小說（転生勇者が実体験をもとに異世界小説を書いてみた，2018年7月）
  - 在JUMP戀愛小說大賞第二回征集期間連載，共4回，在集英社官網上免費公開[11]
- 催眠術（催眠術，2020年2月11日星海社主辦“READING x READING LOFT9 Shibuyaルーキー声優対決の陣”活動場販）
- 來自未來的兒子（未来から来た息子，2020年2月11日星海社主辦“READING x READING LOFT9 Shibuyaルーキー声優対決の陣”活動場販）
  - 以上兩個短篇均從屬於“1500字的故事（1500文字の物語）”系列
- 居家杀人事件（ステイホーム殺人事件，星海社FICTION）
- 桌子嘎嘎作響（机のガタガタ，2022年9月『青いスピン』創刊號，中田永一名義）
  - 該刊物為免費分發給全國小學及初中的閲讀雜誌。
- 女性挖掘者（スコッパーの女，2023年5月『怪と幽』vol.013，山白朝子名義）
- AI侦探 我安装了一个侦探（ＡＩ　Ｄｅｔｅｃｔｉｖｅ　探偵をインストールしました，小學舘《Story Box》2023年6月號）
- 小羊的冒险（子羊たちの冒険，橙色文庫10周年“魔法的日常生活”接力短篇小説）[12]
- 轉生成創建失敗角色（キャラクリ失敗転生）[13]
  - 乙一構思並使用AI要做夫生成的故事

### 專欄文章
- 怪獸時間（かいじゅうタイムズ，2018年7月23日至10月2日，在『西日本新聞』連載隨筆）

## 影像作品列表

### 安達寬高名義
- 二花子の瞳　～にかこ、の、ひとみ～（2002年）（編劇）
  - 佐藤圭作導演的作品。編劇：佐藤圭作、安達寛高。
- 泳道歸程（プールで泳いだ帰り道，2002年 ）（編劇、導演）
- 立体東京（2007年）（導演）
- 棄寶之島：遙與魔法鏡（2009年）（編劇）
- 一週年忌日的故事（一周忌物語，2009年）
  - 演员：染谷将太
- 晚安咖啡因（Good Night Caffeine，收錄于『ぼくたちは上手にゆっくりできない。』，2015年3月28日公開）（編劇及導演）
  - 演員：中村邦晃（日语：中村邦晃）、庭野結芽葉
  - 與舞城王太郎、桜井亜美分別作為編劇及導演，拍攝三個以“咖啡”為題材的的故事。[14]
  - 初回限定同捆特典：Living of the living dead（リビング・オブ・ザ・リビングデッド）（導演、劇本、編集）
- 劇場版_超人力霸王捷德_連繫起來！_願望！！（劇場版 ウルトラマンジード　つなぐぜ! 願い!!，2018年3月10日上映）
  - 坂本浩一監督作品。
- 怨铃 / 白井（2020）（導演、編劇）
  - 演員：飯豐萬理江、稻葉友、忍成修吾、谷村美月、江野沢愛美、染谷將太、渡边佑太朗（日语：渡辺佑太朗）、仁村纱和、大江晋平、诹访太朗
- Summer Ghost（サマーゴースト，2021）（編劇）
- Exception（英语：Exception (TV series)）（2022年）（原作、編劇）
- 我的惡魔(ぼくのデーモン，2023年）（原作、編劇）
- AI侦探 我安装了一个侦探（ＡＩ　Ｄｅｔｅｃｔｉｖｅ　探偵をインストールしました，2024年）（劇本、攝影、導演、編集）[15]
- 猴子的奧德賽（モンキーズ・オデッセイ，2024年）（原作、編劇）[16]
  - 故事讲述了大航海时代的水手漂流到了只有猴子的无人岛的故事，改編自中田永一短篇小説《無人島和一本書》（無人島と一冊の本）。影片主要使用Runway Gen3制作，成品為一段长达37分钟的人工智能生成视频。

### 乙一名義
- 密室彼女（2006， 劇団、本谷有希子）（原案）
- 立食師列傳（立喰師列伝，2006）（出演：デラックスメケメケ団）
- 超人力霸王捷德（ウルトラマンジード，2017年7月8日開播）（系列構成）
  - 以安達寬高名義書寫編劇
- 超人力霸王R / B（ウルトラマンルーブ，2018年7月7日開播）（編劇）
  - 以安達寬高名義書寫劇本
- 恐怖新闻（恐怖新聞，2020年8月29日開播）（系列構成）
- 超人力霸王OMEGA（ウルトラマンオメガ，2025年7月5日開播）（編劇）
  - 以安達寬高名義書寫劇本

## 作品媒體化列表

### 電影
- 握手小偷的故事（2004年）

導演：犬童一心、主演：内山理名、忍成修吾
- ZOO 继续活下去的五个故事'（2005年）
- 小飾與陽子

導演：金田龍；脚本：東多江子；演員：小林涼子、松田美由紀、吉行和子、木下鳳華
- SEVEN ROOMS

導演：安達正軌、脚本：奥寺佐渡子、演員：市川由衣、須賀健太、沙耶子、佐藤仁美、木南晴夏、仲村綾乃、東山麻美、高橋真唯、吉高由里子
- SO-far

導演：小宮雅哲、脚本：山田耕大、演員：神木隆之介、鈴木杏樹、杉本哲太、志賀廣太郎、山川建夫
- 向陽之詩

導演：水崎淳平、脚本：古屋兎丸、演員：鈴木香澄、龍坐
- ZOO

導演：安藤尋、腳本：及川章太郎、演員：村上淳、濱崎茜
- 在黑暗中等待（2006年）

導演：天願大介、主演：田中麗奈、陳柏霖
2006年11月25日公開。
- 只有你聽得到（2007年）

導演：荻島達也、主演：成海璃子、小出惠介
- KIDS（2008年2月）

導演：荻島達也、主演：玉木宏、小池徹平
- 瀕死之綠（2008年夏）

導演：安達正軌、主演：須賀健太、城田優、谷村美月
- GOTH（2008年12月下旬）

導演：高橋玄、主演：本鄉奏多、高梨臨
- 吉祥寺的朝日奈君（日语：吉祥寺の朝日奈くん）（2011年）

導演：加藤章一、主演：桐山漣、星野真里
- 百瀨，看我一眼（2014年）

導演：耶雲哉治、主演：早見朱莉
- 再會吧！青春小鳥 （2015年2月21日）

導演：三木孝浩、主演：新垣結衣

### 漫畫
- 初／小畑健（集英社週刊少年Jump）
- GOTH／大岩賢次（日语：大岩ケンヂ） （角川書店／台灣角川）

- 只有你聽到 CALLING YOU／都筑攝理（日语：都筑せつり） （角川書店／台灣角川）
  - 收錄「Calling You」「傷 -KIZ/KIDS-」

- 瀕死之綠（藍色陰影）／山本小鐵子（幻冬舍／長鴻出版社）
  - 收錄「瀕死之綠」「在黑暗中等待」「形似小貓的幸福」3作。

- ZOO／矢也晶久（日语：矢也晶久） （集英社）
  - 收錄「ZOO」。
- 失踪HOLIDAY／清原紘（角川書店／台灣角川）
  - 在清原紘之後創作的漫畫自助洗衣店的怪人們（日语：コインランドリーの女）單行本中，收錄有為『失踪HOLIDAY』所作的四頁宣傳漫畫。
- 只有你聽得到／清原紘（角川書店／台灣角川）
- 傷／清原紘（角川書店BeansAce／台灣角川）
- 再會吧！青春小鳥／森泰士（小學館／青文出版社）
- 山羊座的朋友／三代川將（日语：ミヨカワ 将）（集英社／青文出版社）
- エムブリヲ奇譚／屋乃啓人（KADOKAWA）
- 白井 ~超自然女子高中生的青春~（シライサン ～オカルト女子高生の青い春～）／崇山崇（扶桑社）
  - 在乙一自編自導的電影『白井』世界观基础上进行大幅度改编的漫画作品。
- 夏日幽灵（サマーゴースト） / 井ノ巳吉（いのみ よし）（NEXT YOUNG JUMP）
  - 乙一脚本、loundraw原案的同名动画的漫画化作品。

### 繪本
- 快藏起襪子！（くつしたをかくせ!）／ 羽住 都（作畫）、Aliy Lickfold（翻譯）（光文社）
- 我的聰明內褲君（ボクのかしこいパンツくん，原作：『ボクの賢いパンツくん』）／長崎訓子（イースト・プレス）

### 廣播劇
- 只有你聽到 CALLING YOU（廣播劇CD）

導演：鄉田穂積、脚本：乙一、大坂尚子、配音：新谷良子、入野自由。
封面：羽住都
- 形似小貓的幸福
  - 2005年3月12日19時00分〜20時00分在TBS廣播Radio World特別節目中播出。
  - 劇本改編：高田勝博、配音：伊藤陽佑、大冢千弘、渡邊武彥、技術：とみさわよしみつ、演出：飯島和明

### 有声书
- 睡前故事（ベッドタイム・ストーリー）（星海社FICTIONS）
  - 原作：乙一、朗讀：坂本真綾、插圖：釣卷和
- 黑暗中的對話（ダイアログ・イン・ザ・ダーク）（星海社FICTIONS）
  - 原作：乙一、朗讀：栗山千明、插圖：釣卷和

### 電視劇
- 失踪HOLIDAY（2007年朝日電視台）

導演：前田哲，宮下健作、主演：石橋杏奈。

## 外部連結
- （日語） 乙一，乙一個人網站
- （日語） MAJI，乙一老師承認的書迷網站：乙一FAN！（2007年2月9日更新）
- （日語） 乙一的X（前Twitter）